# Ратуша Нью-Йорка
40°42′46″ пн. ш. 74°00′22″ зх. д. / 40.712777777778° пн. ш. 74.006111111111° зх. д.
Ратуша Нью-Йорка (англ. City Hall) — резиденція уряду Нью-Йорка, розташована в центрі міського парку в районі Сівік-центр Нижнього Мангеттена, між Бродвеєм, Парк-Роу та Чемберс-стріт. Будівля, споруджена з 1803 по 1812 рік, є найстарішою ратушею в Сполучених Штатах, у якій досі зберігаються його початкові урядові функції, такі як офіс мера Нью-Йорка та палати міської ради Нью-Йорка. Поки мерія знаходиться в будівлі, співробітники тринадцяти муніципальних установ, підконтрольних меру, розташовані в сусідній Манхеттенській муніципальній будівлі, одній з найбільших урядових будівель у світі, а багато інших розташовані в різних будівлях у безпосередній близькості.
Мерія Нью-Йорка є національною історичною пам'яткою та внесена до Національного реєстру історичних місць. Комісія зі збереження визначних пам'яток Нью-Йорка визнала зовнішній і внутрішній вигляд мерії офіційними визначними пам'ятками міста в 1966 і 1976 роках відповідно.

## Історія

### Контекст
Першу міську ратушу в Новому Амстердамі побудували голландці в 17 столітті поблизу Перл-стріт, 73. Перша будівля була знесена в 1790 році. Друга ратуша міста, побудована в 1700 році, стояла на вулицях Уолл і Нассау. Ця будівля була перейменована в Федеральний зал у 1789 році, після того як Нью-Йорк став першою офіційною столицею Сполучених Штатів після ратифікації Конституції. Його було знесено в 1812 році, а нинішній Федеральний зал був побудований в 1842 році.
Плани будівництва нової ратуші обговорювалися міською радою Нью-Йорка ще в 1776 році, але фінансові труднощі війни затримали прогрес. Рада вибрала ділянку на старій площі Комон на північній межі міста, тепер Ратушний парк. Ратуша спочатку була місцем для першої богадільні в 1653 році. У 1736 році була фінансована богадільня для тих, хто був придатний до роботи, для непридатних і тих, хто був схожий на злочинців, але був жебраком.

### Проектування та будівництво
У 1802 році місто провело конкурс на нову мерію. Першу премію в розмірі 350 доларів США присудили Жозефу-Франсуа Манжену та Джону Маккомбу молодшому. Мангін вивчав архітектуру у своїй рідній Франції, перш ніж стати геодезистом Нью-Йорка в 1795 році та опублікувати офіційну карту міста в 1803 році, яка була значною мірою дискредитована через неточності . Пізніше Мангін працював архітектором знаменитого Старого собору Святого Патріка на Малберрі-стріт. МакКомб, чий батько працював над старою міською ратушею, був жителем Нью-Йорка та спроектував замок Клінтон у Батері-парку серед інших будівель і споруд. Відомо, що Мангін не був причетний до мерії після виграшу комісії. МакКомб одноосібно контролював усі аспекти будівництва та відповідав за архітектурні зміни та деталі під час розширеного процесу будівництва.
Наріжний камінь нової ратуші було закладено 26 травня 1803 року. Будівництво було відкладено після того, як міська рада заперечила, що проект був надто екстравагантним. У відповідь Маккомб зменшив розмір будівлі та використав коричневий камінь у задній частині будівлі, щоб знизити витрати. Коричневий камінь разом із оригінальним зіпсованим фасадом з массачусетського мармуру, видобутого в Алфорді, штат Массачусетс, пізніше було замінено вапняком з Алабами між 1954 і 1956 роками. Трудові суперечки та спалах жовтої лихоманки ще більше сповільнили будівництво. Будівля була освячена лише в 1811 році, а офіційно відкрита в 1812 році.

### Використання
16 червня 1857 року перед будівлею мерії Нью-Йорка відбулися заворушення між нещодавно розпущеною муніципальною поліцією Нью-Йорка та новоствореною столичною поліцією. Муніципальна поліція побилася з офіцерами Метрополітен, які намагалися заарештувати мера Нью-Йорка Фернандо Вуда.
23 липня 2003 року о 14:08 у мерії сталося рідкісне політичне вбивство. Отніел Аскью, політичний конкурент члена міської ради Джеймса Е. Девіса, відкрив вогонь з пістолета з балкона зали міської ради. Аскью двічі вистрілив у Девіса, смертельно поранивши його. Потім поліцейський, який сидів на підлозі камери, смертельно застрелив Аскью. Аскью та Девіс увійшли до будівлі разом, не пройшовши крізь металошукач, що було проявом ввічливості для обраних посадових осіб та їхніх гостей. У результаті порушення безпеки тодішній мер Майкл Блумберг переглянув політику безпеки, вимагаючи, щоб усі, хто входить до будівлі, проходили через металошукачі без винятку.
У 2008 році почалися роботи з реставрації будівлі після століття без капітального ремонту. Будівництво включало структурні вдосконалення, модернізацію будівельних послуг, а також глибоку реставрацію значної частини інтер’єру та екстер’єру. Через складність вимог проекту Департамент проектування та будівництва Нью-Йорка найняв компанію Hill International для забезпечення управління будівництвом. Спочатку передбачалося, що реконструкція коштуватиме 104 мільйони доларів і триватиме чотири роки, але в кінцевому підсумку коштувала майже 150 мільйонів доларів і тривала п’ять років.

### Архітектура
Незважаючи на те, що Мангін і МакКомб спроектували будівлю, яка була побудована між 1810 і 1812 роками, вона багато разів змінювалася протягом багатьох років кількома архітекторами:
• 1860: Леопольд Ейдліц
• 1898: Джон Х. Дункан
• 1903: Вільям Мартін Ейкен
• 1907, 1912, 1915, 1917: Гросвенор Аттербері
• 1956: Shreve, Lamb & Harmon
• 1998: Кабрера Баріккло
Архітектурний стиль Ратуші поєднує міжнародні архітектурні впливи, французький Ренесанс та англійський неокласицизм. Американо-грузинське більше проявляється в дизайні інтер'єру. Дизайн Ратуші вплинув на принаймні дві пізніші громадські споруди, будівлю суду у Твіді та будівлю суду сурогатів, розташовану безпосередньо на півночі. Міська ратуша є пам'яткою Нью-Йорка. Він також внесений до реєстру історичних місць штату Нью-Йорк і Національного реєстру.

### Екстер'єр
Будівля складається з центрального павільйону з двома виступаючими крилами. Вхід, до якого ведуть довгі сходи, вже понад півтора століття займає важливе місце в громадських подіях. Вхідний портик з колонами, увінчаний балюстрадою, і ще одна балюстрада на даху. Купольна вежа в центрі була відбудована в 1917 році після останньої з двох великих пожеж. Оригінальний фасад із массачусетського мармуру, видобутий у Алфорді, штат Массачусетс, доповнений коричневим каменем на задній частині, з часом зіпсувався через забруднення та голубів. У 1954–1956 роках він був повністю перекритий вапняком Алабами над гранітною основою Міссурі за проектом Shreve, Lamb & Harmon, архітекторів Емпайр-Стейт-Білдінг.Сходи ратуші часто служать фоном для політичних демонстрацій і прес-конференцій, присвячених міській політиці. Пряме нередаговане висвітлення подій у мерії ведеться на каналі NYC Media 74, офіційному кабельному телеканалі міського урядового телебачення (GATV).
Огорожа оточує будівлю по периметру з сильною присутністю охорони поліції Нью-Йорка. Громадський доступ до будівлі обмежений для екскурсій і осіб з певними діловими зустрічами.

### Інтер'єр
Ратуша Ротонда
Зсередини ротонда — це високий простір із великими мармуровими сходами, що піднімаються на другий поверх, де десять коринфських колон із рифленнями підтримують кесонний купол, доданий під час реставрації 1912 року Гросвенором Аттербері. Ротонда була місцем муніципальних, а також національних заходів. Труну Авраама Лінкольна було поставлено на сходах навпроти ротонди, коли він лежав у похоронах у 1865 році після свого вбивства. Улісс С. Грант також лежав під високим куполом ротонди, як і полковник Елмер Ефраїм Елсворт, перший офіцер Союзу, який загинув у Громадянській війні та командир 11-го Нью-Йоркського добровольчого піхотного полку (First Fire Zouaves).
Тут представлено 108 картин кінця 18-го до 20-го століття. New York Times оголосила, що він «майже неперевершений як ансамбль, з кількома шедеврами». Серед колекції є портрет Олександра Гамільтона 1805 року Джона Трамбалла, джерело обличчя на десятидоларовій банкноті Сполучених Штатів. У 1920-1940-х роках були докладені значні зусилля для реставрації розписів.У 2006 році розпочалася нова реставраційна кампанія для 47 картин, визначених Художньою комісією як найпріоритетніші.
Офіційні прийоми проводяться в залі губернатора, який приймав багатьох високопоставлених гостей, включаючи маркіза де Лафайєта та Альберта Ейнштейна. Губернаторська кімната будівлі приймала новообраного президента Авраама Лінкольна в 1861 році. Губернаторська кімната, яка використовується для офіційних прийомів, також містить одну з найважливіших колекцій американських портретів 19-го століття та відомих артефактів, таких як письмовий стіл Джорджа Вашингтона.
Серед інших відомих кімнат:
• Зовнішня кімната примикає до традиційного кабінету мера, який є невеликим приміщенням у північно-західному кутку першого поверху.
• Урочиста кімната – це місце, де мер зустрічатиметься з офіційними особами та проводитиме зустрічі в невеликих групах.
• Блакитна кімната – це місце, де мери Нью-Йорка протягом десятиліть проводять офіційні прес-конференції та часто використовується для церемоній підписання законопроектів.
• Кімната 9 — прес-центр у міській ратуші, де репортери пишуть статті в тісних приміщеннях.

## Розташування

### Околиці
Територію навколо Ратуші зазвичай називають Громадським центром. Більша частина району складається з державних установ (міських, державних і федеральних), а також зростає кількість елітних житлових будинків, які перебудовуються зі старих комерційних структур. Архітектурні пам'ятки оточують ратушу, включаючи каплицю Св. Павла, церкву Св. Петра, Будівлю Home Life, Будівлю Роджерса Піта та Будівлю Вулворта на заході; Бродвей-Чемберс Білдінг на північному заході; 280 Broadway, 49 Chambers, Tweed Courthouse та Surrogate's Courthouse на півночі; Манхеттенська муніципальна будівля на північному сході; Бруклінський міст на сході; і Нью-Йорк Таймс Білдінг, Поттер Білдінг і Парк Роу Білдінг на південний захід. City Hall Park знаходиться приблизно в трьох кварталах від Всесвітнього торгового центру на захід. Кампус Університету Пейс у Нью-Йорку розташований навпроти Парк-роу від мерії.

### Станції метро
Безпосередньо під City Hall Park розташована колишня станція метро Мерія, первісний південний термінал першої служби нью-йоркського метрополітену, побудованого компанією Interborough Rapid Transit Company (IRT). Відкрита 27 жовтня 1904 року ця станція під громадською зоною перед мерією була спроектована як візитний знак нового метрополітену. Платформа та мезонін вирізняються плиткою Guastavino, мансардними вікнами, кольоровою скляною плиткою та латунними люстрами. Пасажирське сполучення було припинено 31 грудня 1945 року, хоча станція все ще використовується як поворотна петля для 6 та <6> поїздів. Інша станція під назвою Мерія (потяги N, R та W) також існує на лінії BMT Broadway, хоча й на західній стороні Мерії, а не безпосередньо під нею. Ця станція була побудована в 1918 році для Brooklyn–Manhattan Transit Corporation (BMT ).
Інші відкриті станції метро поблизу: Бруклінський міст – Мерія/Вулиця Чемберс (4, 5, 6, <6>, J та Z) і Вулиця Чемберс – Світовий торговий центр/Парк/Вулиця Куртленд (2, 3, потяги A, C, E, N, R і W).

### Як географічний центр
Google Maps використовує мерію Нью-Йорка як точку нульової милі, від якої вимірюються відстані від Нью-Йорка.

## У масовій культурі
Мерія Нью-Йорка була місцем зйомок у кількох фільмах і телесеріалах. Приклади:
• Spin City (1996–2002), дія якого відбувається в міській ратуші, зняв Майкла Дж. Фокса в ролі заступника мера, який докладає зусиль, щоб перешкодити туподумному меру осоромитися перед ЗМІ та виборцями.
• Ратуша (1996) зняла Аль Пачіно в ролі ідеалістичного мера та Джона Кьюсака в ролі його заступника, який веде розслідування випадкової стрілянини з несподівано далекосяжними наслідками.
• У фільмі «Мисливці за привидами» 1984 року мер викликає головних героїв до мерії, щоб обговорити наближення кінця світу.
• Міська ратуша також згадується в народній пісні «The Irish Rover» у виконанні The Clancy Brothers, The Pogues і The Dubliners:
У рік Господній тисяча вісімсот шостий,
Ми відчалили від вугільної набережної Корка
Ми відпливали з вантажем цегли
Для величної ратуші в Нью-Йорку
Незважаючи на те, що дати збігаються з датами ратуші, у будівництві будівлі не зареєстровано використання ірландської цегли. Однак у пісні згадується, що Айріш Ровер насправді ніколи не прибував до Нью-Йорка, а замість цього «вдарився об камінь» і затонув.
• У фільмі 2016 року «Фантастичні звірі та де їх шукати», що є частиною «Чарівного світу» Дж. К. Роулінг, сенатор Генрі Шоу (роль якого виконує Джош Каудері) проводить вечерю зі збору коштів у мерії для свого переобрання; ця вечеря згодом переривається магічною силою, яка атакує його, коли він виголошує промову. Зал Святого Георгія в Ліверпулі замінює мерію як в інтер’єрі, так і в екстер’єрі.